# Castelo de Garthland
O Castelo de Garthland foi um castelo localizado perto de Garthland Mains, Dumfries and Galloway, na Escócia.
O castelo foi possivelmente construído em 1211, pois uma pedra com essa data foi descoberta na propriedade de Garthland Mains. Parece que outras extensões em 1274 foram realizadas, já que pedra datada foi usada dentro da propriedade de Garthland Mains. O castelo foi residência da família de M'Dowall de Garthland.